# Onze-Lieve-Vrouw-Onbevlekt-Ontvangenkerk (Oostende)
De Onze-Lieve-Vrouw-Onbevlekt-Ontvangenkerk was een parochiekerk in de West-Vlaamse stad Oostende, gelegen in de wijk Hazegras, aan de Graaf de Smet de Naeyerlaan.
Deze kerk werd gebouwd van 1862-1864 naar ontwerp van Felix Lauwereys. Het was een driebeukige basilicale kerk in neogotische stijl met een ingebouwde westtoren. Deze heeft een zware vierkante onderbouw, waarop vier hoektorentjes en een achtkante bovenbouw, bekroond door een achtkante spits.
In 1996 werd de kerk gesloopt in het kader van de herstructurering van de wijk en vervangen door een nieuwe kerk.